# Cantaridina
La  cantaridina è un principio attivo contenuto negli insetti Meloe (coleottero oleoso) e Lytta vesicatoria (cantaride), da cui veniva ricavato in passato.

## Storia del suo uso in medicina
Nel Settecento la cantaridina era ritenuto un afrodisiaco mentre il suo impiego nel XIX secolo era legato alla convinzione allora predominante che la malattia fosse causata da uno squilibrio dei quattro umori del corpo. Si pensava che il suo effetto vescicante (applicata sotto forma di tinture e impiastri creava vesciche e irritazioni cutanee ) fosse quello di "attirare" liquido dal corpo. La sua pronunciata tossicità ha finito per far scomparire tale utilizzo.

## Indicazioni
La cantaridina è di indicazione specifica nel trattamento dermatologico delle verruche.
Viene utilizzato anche come terapia nel caso di infezione da Molluscum contagiosum.

## Controindicazioni
Sconsigliato in soggetti con ipersensibilità nota al farmaco, da evitare l'ingestione della sostanza, altamente nociva.

## Dosaggi
Per via topica:
- Verruche: generalmente ne viene somministrata una piccola dose direttamente sulla lesione che viene rimossa dopo 4-6 ore.

## Effetti indesiderati
Fra gli effetti si riscontrano irritazione, eritema, dolore.